# دی‌اس اسمیت
دی‌اس اسمیت (انگلیسی: DS Smith) شرکت بسته‌بندی بریتانیایی است، که در سال ۱۹۴۰ تأسیس شد.